# Ku! Kin-dza-dza
Ku! Kin-dza-dza (russisk: Ку! Кин-дза-дза) er en georgisk-russisk animationsfilm fra 2013 af Georgij Danelija og Tatjana Iljina.

## Medvirkende
- Nikolaj Gubenko som Vova
- Ivan Tsekhmistrenko som Tolik Tsarapkin
- Andrej Leonov som Wef
- Aleksej Kolgan
- Aleksandr Adabasjan som Abradox